# Acacia aculeatissima
Acacia aculeatissima är en ärtväxtart som beskrevs av James Francis Macbride. Acacia aculeatissima ingår i släktet akacior, och familjen ärtväxter. Inga underarter finns listade i Catalogue of Life.